# Dalila

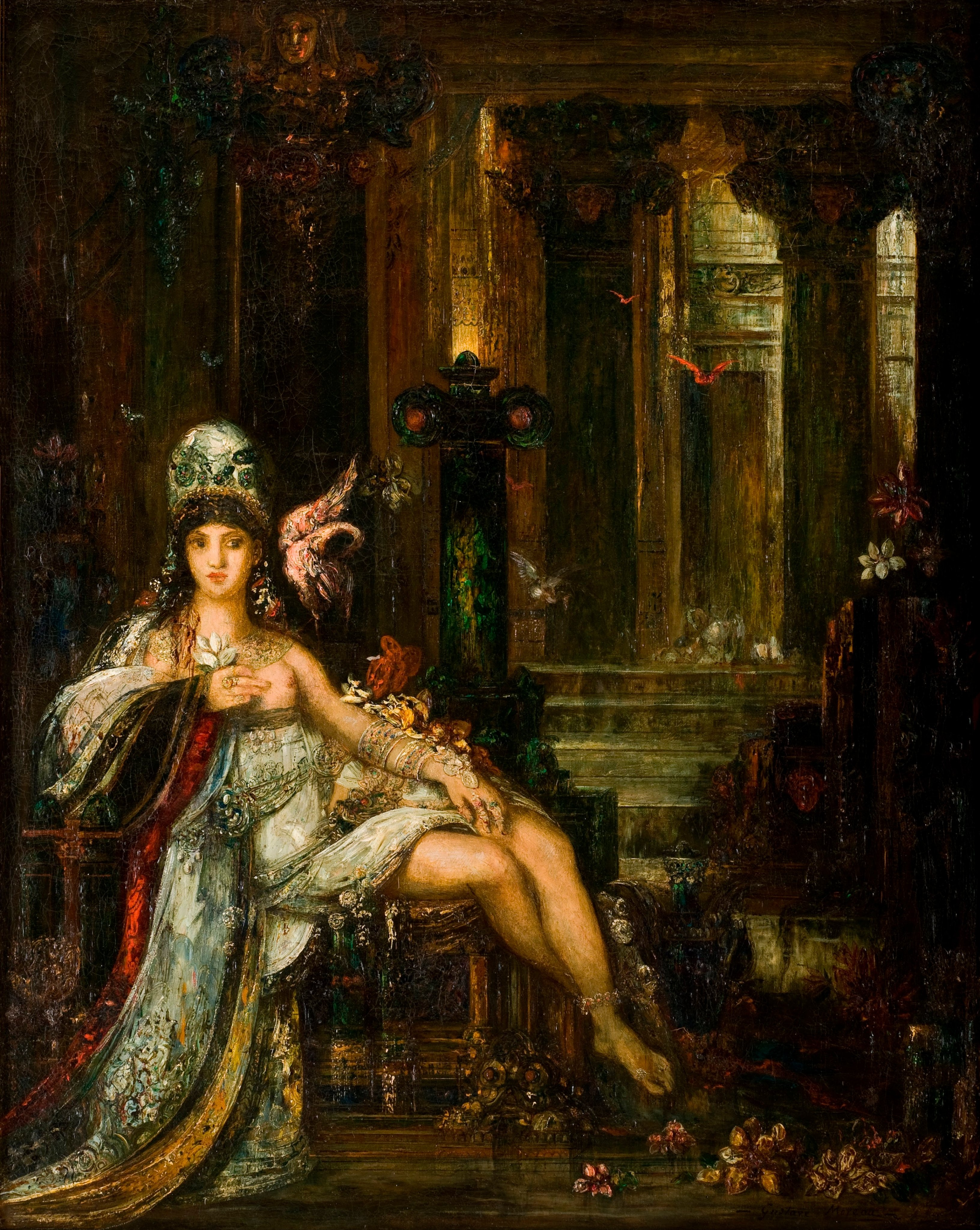
Dalila (c. 1896) por Gustave Moreau

Dalila é uma mulher mencionada no décimo sexto capítulo do Livro de Juízes na Bíblia Hebraica. Ela é amada por Sansão, um nazireu que possui grande força e serve como juiz de Israel. Dalila é subornada pelos senhores dos filisteus para descobrir a fonte de força dele. Depois de três tentativas fracassadas, ela finalmente incentiva Sansão a dizer que a sua força é derivada de seus cabelos. Enquanto ele dorme, Dalila ordena que um servo corte os cabelos de Sansão, permitindo que ela o entregue aos filisteus.
Dalila tem sido alvo de comentários tanto rabínicos quanto cristãos; a literatura rabínica a identifica com a mãe de Mica na narrativa bíblica do ídolo de Mica, enquanto alguns cristãos a comparam a Judas Iscariotes, o homem que traiu a Jesus. Os estudiosos observaram semelhanças entre Dalila e outras mulheres na Bíblia, como Jael e Judite, e discutiram a questão de saber se a história do relacionamento de Sansão com Dalila mostra uma atitude negativa em relação aos estrangeiros. Representações notáveis de Dalila incluem o drama de John Milton, Sansão Agonista, e o filme de Cecil B. DeMille em 1949, Sansão e Dalila. Seu nome tornou-se associado a mulheres traiçoeiras e voluptuosas.

## Narrativa bíblica

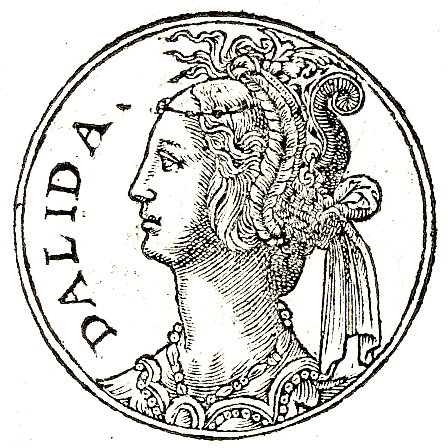
Representação de Dalila no Promptuarium Iconum Insigniorum

Dalila era uma mulher de Soreque. Ela é a única mulher na história de Sansão que tem seu nome descrito. A Bíblia diz que Sansão a amava (Juízes 16:4), mas não que ela o amava. Os dois não eram casados e a ideia de que tinham um relacionamento sexual é, nas palavras de Josey Bridges Snyder, "no máximo implícita no texto bíblico". Os senhores dos filisteus a subornaram para descobrir a fonte da grande força de Sansão, cada um oferecendo a ela 1 100 moedas de prata.
Sansão se recusou a revelar o segredo e a enganou, dizendo a Dalila que ele perderá seu poder e sua força se ele for amarrado com vergas de vimes frescos. Ela fez isso enquanto ele estava dormindo, porém, quando ele acordou, ele apertou as vergas e escapou. Ela persistiu, e Sansão então lhe replica que pode perder a força caso seja amarrado com cordas novas. Ela então o amarrou com cordas novas enquanto ele dormia, e ele as quebrou como se fossem um fio. Ela pergunta novamente, e ele diz que pode ser amarrado se suas madeixas forem tecidas no tear de um tecelão. Ela os transforma em um tear, mas ele simplesmente destrói o tear inteiro e o leva embora quando acorda.
Dalila, no entanto, persistiu, e Sansão finalmente aceitou e disse a Dalila que Deus fornecia o seu poder por causa de sua consagração a Deus como nazireu, simbolizado pelo fato de que uma navalha nunca tocou sua cabeça e que, se seu cabelo for cortado, ele perderia a sua força. Dalila então o fez dormir "sobre os seus joelhos" e pediu que um servo cortasse os cabelos dele. Sansão, então, perdeu a sua força e foi capturado pelos filisteus que o cegaram arrancando-lhe os olhos. Eles então o levam a Gaza, o aprisionaram e o colocam para trabalhar, onde deveria girar um moinho enquanto estava amarrado por duas cadeias de bronze.
A Bíblia não menciona seu destino e, como observam James D. G. Dunn e John William Rogerson no Comentários de Eerdmans sobre a Bíblia, não houve debate se Dalila se sentiu culpada por suas ações.

## Visões religiosas

### Interpretações judaicas

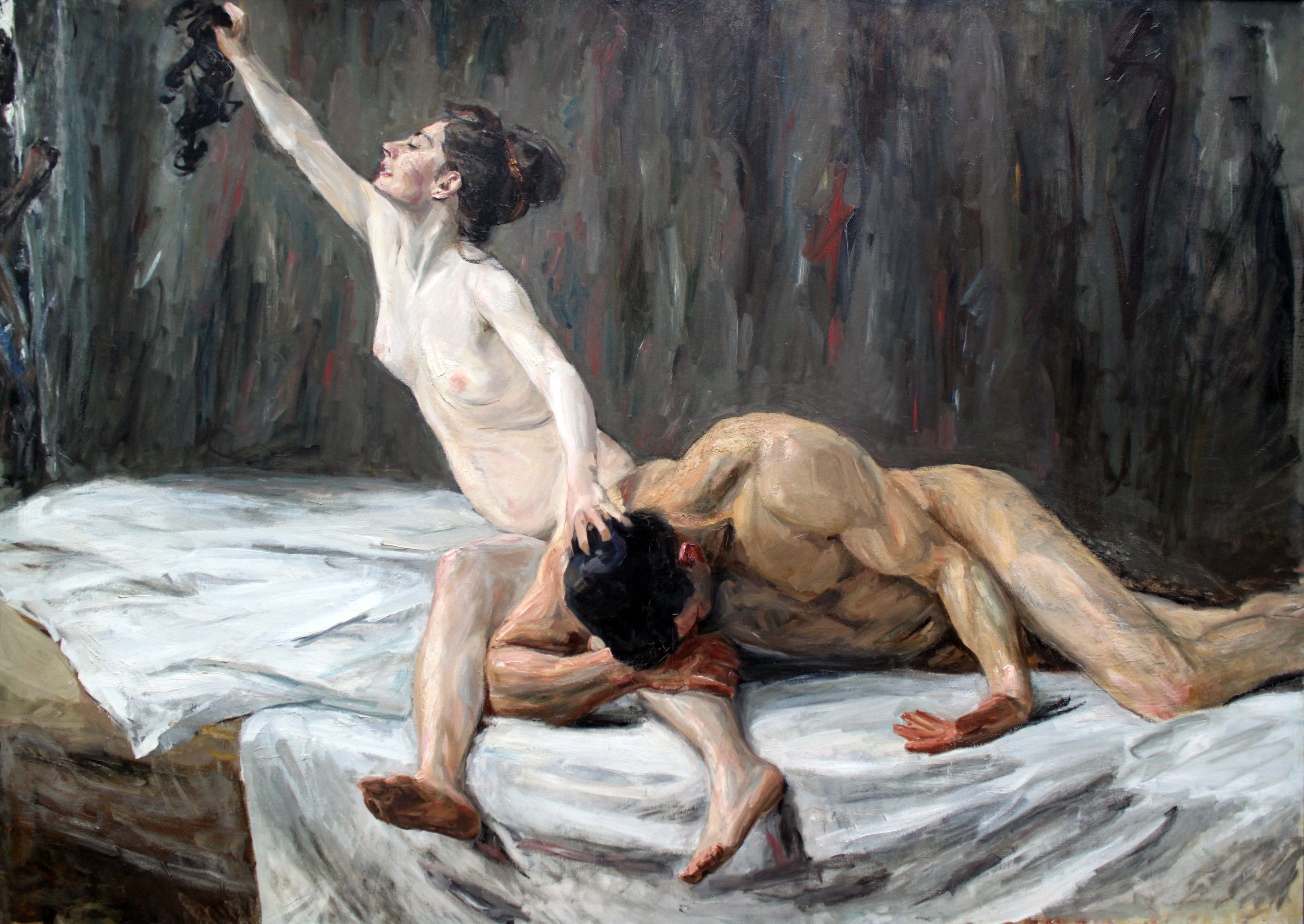
Sansão e Dalila (1902) por Max Liebermann

Josefo e Pseudo-Filo observam Dalila como um filisteia e uma prostituta; Josey Bridges Snyder teoriza que isso pode ter acontecido devido ao fato de o Livro de Juízes retratar Sansão como sendo atraído tanto pelas mulheres filisteias (Juízes 14:1) quanto pelas prostitutas (Juízes 16:1). Pseudo-Filo também escreve que Dalila era a esposa de Sansão. O Talmude diz que Dalila usou o sexo para fazer com que Sansão revelasse seu segredo, apesar do texto bíblico não afirmar que os dois tiveram um relacionamento sexual, enquanto o midrash afirma que Dalila assediava verbalmente e fisicamente Sansão durante o sexo, para que ele lhe dissesse a fonte de sua força. Tal texto revela atitudes negativas em relação às mulheres não judias e "demonstram o caos que uma mulher estrangeira poderia causar". O midrash diz que Sansão perdeu suas forças por causa de seu relacionamento com Dalila, uma mulher estrangeira, e não porque seus cabelos foram cortados, e que o anjo que predisse o nascimento de Sansão para sua mãe sabia que Dalila faria com que ele quebrasse seu juramento nazireu.
Os sábios judeus disseram que o nome de Dalila implica o que ela fez com Sansão ("ela diminuirá"). Como Sansão permitiu que seu estado espiritual diminuísse, ele ficou vulnerável a perder forças ao cortar o cabelo. Mesmo antes de Dalila ser mencionada, a duração da carreira de Sansão é descrita. Normalmente, a duração da vida ou carreira de alguém no Antigo Testamento é mencionada por último para que um personagem signifique o fim de sua relevância para a narrativa. David Kimhi observa que isso é mencionado no auge de sua carreira; o que implica que as menções a Sansão depois marcam seu declínio e queda. Isso pode explicar porque Sansão acabou contando a Dalila sua fraqueza, mesmo que ela o tenha traído várias vezes antes. É possível que ele não estivesse plenamente consciente de que cortar o cabelo faria com que Deus lhe permitisse perder a força; já que foi realmente o declínio de seu estado espiritual que o levou a perder o favor de Deus.
Uma agadá denota que Sansão e Dalila tiveram filhos fortes como o pai; Eldad ha-Dani afirma que seus filhos residiam na terra de Havilá e que cada um tinha voz como "triunfal... como o rugido de um leão". O midrash medieval propõe que Dalila era a mãe de Mica a partir da narrativa bíblica do ídolo de Mica. Essa teoria baseia-se no fato de que, em Juízes 17, a mãe de Mica dá a seu filho 1 100 moedas de prata para construir sua casa de deuses, semelhante a como Dalila recebeu 1 100 moedas de prata para trair seu amante pelos líderes filisteus. Essa tradição explica a relação entre a mãe de Mica e Dalila, observando que a Bíblia introduz a narrativa do ídolo de Mica imediatamente após a narrativa de Sansão e Dalila. Rashi contesta essa teoria, pois o Seder Olam Rabá afirma que Mica e Sansão não eram contemporâneos e que Mica viveu durante o tempo de Otniel.

### Interpretações cristãs

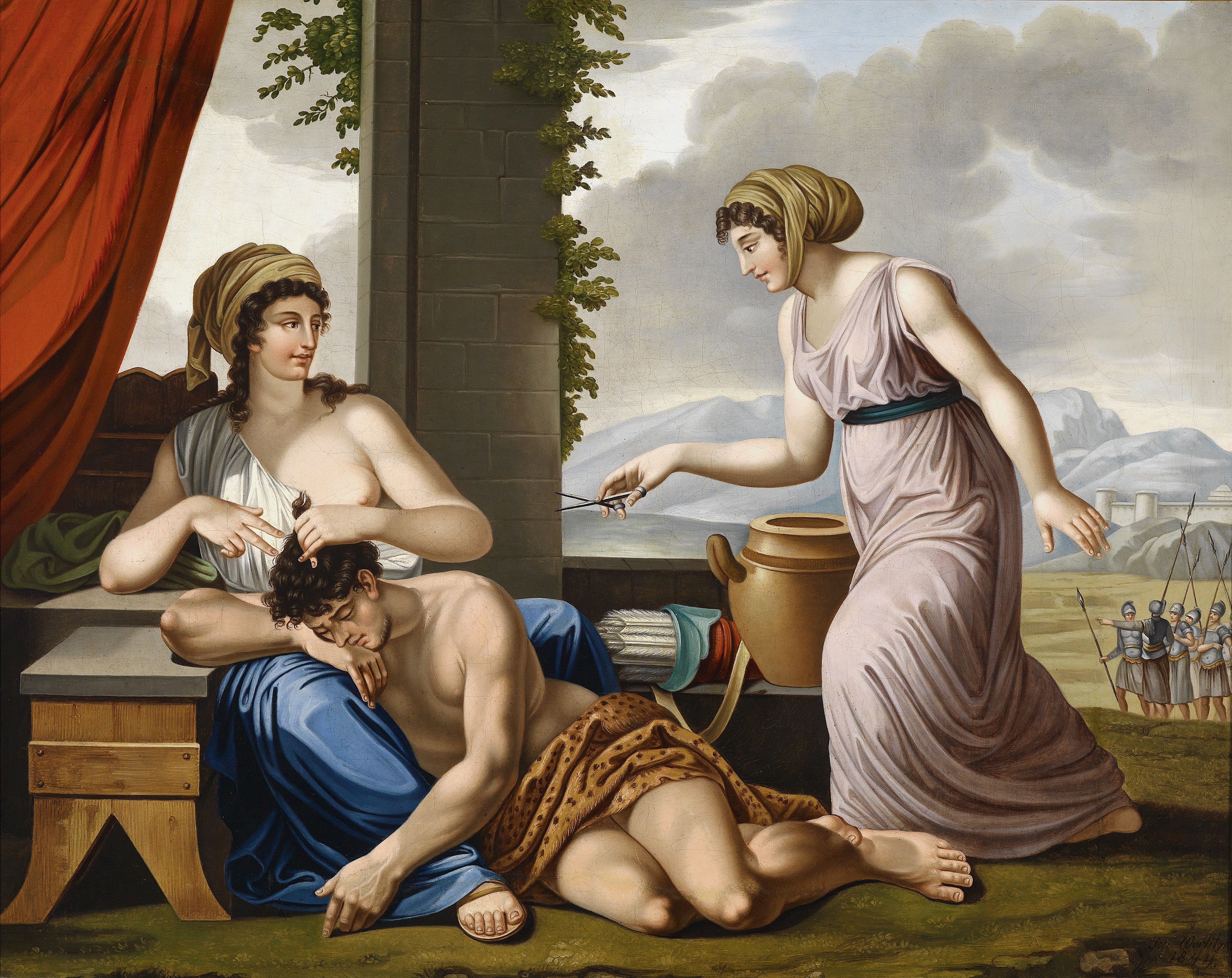
Sansão e Dalila (1844) por Josef Worlicek

A maioria das interpretações cristãs sobre Dalila a condena. Santo Ambrósio representa Dalila como uma prostituta filisteia e declara que "os homens devem evitar o casamento com pessoas de fora da fé, para que, em vez de amor ao cônjuge, haja traição". Marbodo de Rennes usa os exemplos de Dalila, Eva, as filhas de Ló, Herodias, Clitemnestra e Procne para ilustrar que as mulheres são um "mal agradável, ao mesmo tempo um favo de mel e um veneno". Os estudiosos cristãos consideram Sansão como um tipo de Jesus Cristo, baseado nas semelhanças entre a história de Sansão e a vida de Jesus, conforme retratada no Novo Testamento. A traição de Sansão por Dalila também foi comparada à traição de Jesus por Judas Iscariotes; ambos foram pagos em moedas de prata por suas respectivas ações. No entanto, Tomás Caetano vê Dalila sob uma visão um tanto compreensiva, sugerindo que ela nunca pretendeu que Sansão fosse morto ou ferido. Ele afirma que Dalila aceitou suborno dos líderes filisteus porque eles a convenceram de que Sansão seria apenas enfraquecido.
Cesário de Arles vê a tentação de Dalila por Sansão como semelhante à tentação de Satanás por Cristo. Isidoro de Sevilha vê Sansão como prefigurando a Cristo, mas argumenta que "ao ceder a Dalila, Sansão não prefigurou a Cristo. Em vez disso, ele exemplificou a queda do homem pecador". Da mesma forma, Billy Graham vê os olhos de Sansão sendo arrancados depois que ele foi entregue aos filisteus como punição por sucumbir à sua luxúria por Dalila; Graham também vê isso como um exemplo do conceito de que se colhe o que se semeia. Joyce Meyer escreve que Satanás trabalhou através de Dalila, pois sabia que Sansão tinha "uma fraqueza pelas mulheres". Meyer vê o relacionamento de Dalila com Sansão como um exemplo de como o diabo explora as fraquezas das pessoas.

## Interpretações de estudiosos

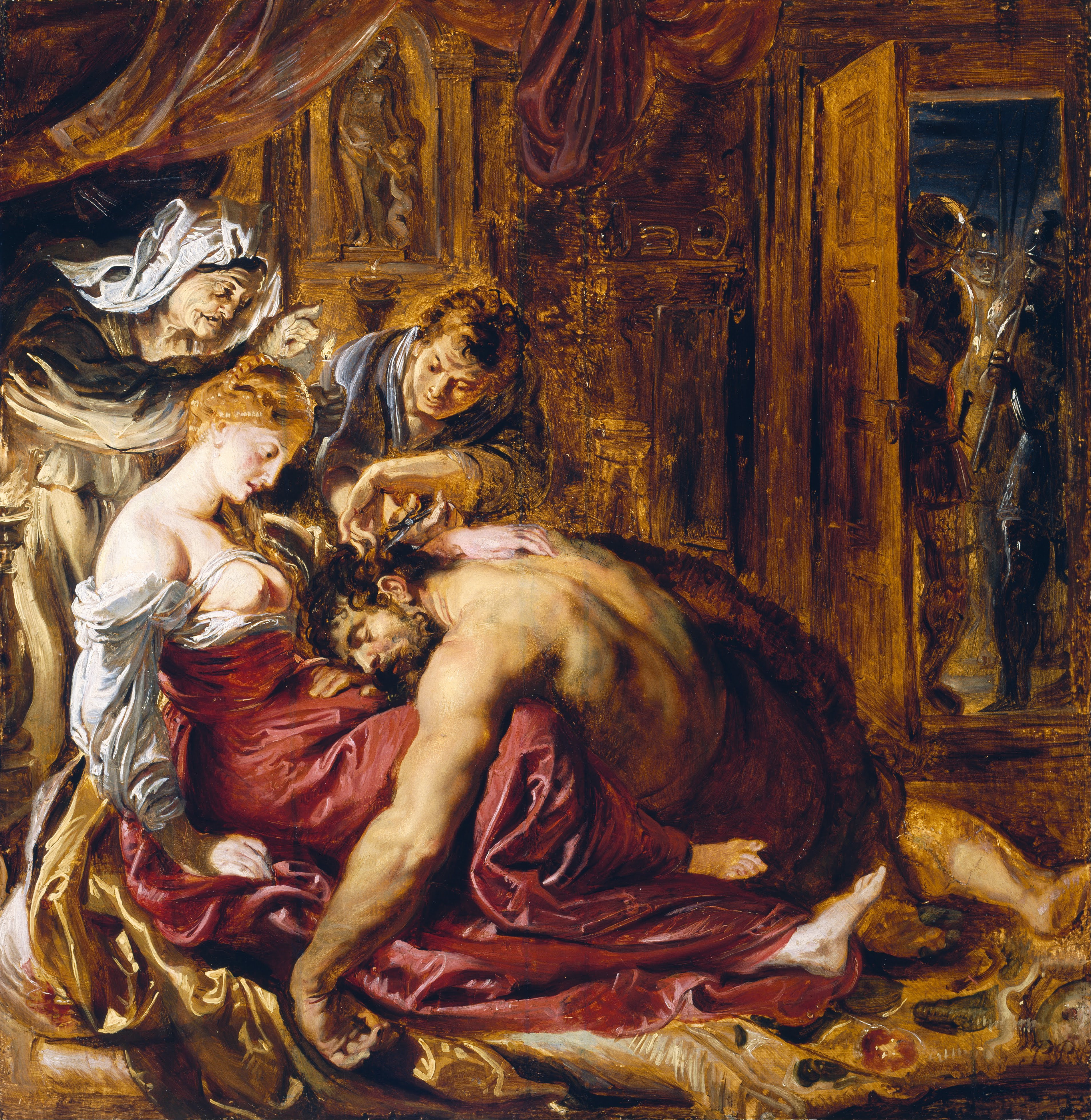
Uma esquete de Sansão e Dalila (c. 1609) por Peter Paul Rubens

No meio acadêmico, pensa-se que Dalila é filisteia, embora ela não seja identificada como tal na Bíblia. O nome "Dalila" é um nome hebraico, no entanto, muitos estrangeiros na Bíblia têm nomes hebraicos; portanto, o nome de Dalila não pode ser visto como prova indiscutível de que ela era hebraica. J. Cheryl Exum, do Arquivo de Mulheres Judias, argumenta que o autor do Livro de Juízes provavelmente não retrataria Dalila de maneira negativa se ela fosse uma colega israelita. Sansão foi atraído pelas mulheres filisteias, visto que ele já havia sido casado com uma. Exum escreve que os argumentos de que Dalila era uma filisteia são inconclusivos, enquanto a Enciclopédia Judaica diz que Dalila era um filisteia com toda a certeza.
Dolores G. Kamrada escreve em Heroínas, Heróis e Deidade: Três Narrativas da Tradição Heroica Bíblica que Dalila é semelhante a Jael, uma mulher mencionada no quarto e quinto capítulos do Livro de Juízes que assassina a Sísera enfiando uma estaca na sua cabeça, e frequentemente comparada ao personagem-título do Livro de Judite, que decapita Holofernes; todas as três mulheres derrotam poderosos guerreiros. De acordo com Susan Ackerman, Dalila se difere de Jael e Judite porque ela "se vende para o inimigo, e não o contrário".
Alguns comentários acadêmicos sobre Dalila centram-se em seu gênero. No Companheiro Feminista para Juízes, Carol Smith diz que as comentaristas feministas tendem a enfatizar as qualidades positivas de Dalila, explicar suas negativas ou ignorá-las em favor de "outras mulheres bíblicas que são mais propensas à reinterpretação de uma maneira positiva". James D.G. Dunn e John William Rogerson sentem que a Bíblia retrata Dalila como "uma mulher duplamente perigosa, dada sua aparente independência", observando que ela não é "identificada por um relacionamento masculino - a esposa, filha ou irmã de alguém", mas simplesmente "aparece por direito próprio". Por outro lado, Phillip Lopate escreve "enquanto a mensagem da queda de Sansão, como a de Adão, pareceria cautelosa e misógina; por baixo, vemos o tempo que ele passou com Dalila como uma fantasia libertadora... Não nos alegramos secretamente por ele ter o bom senso de seguir o caminho de seu desejo, libertar-se do ônus nazireu do "bom menino", colocando-se no caminho da tentação?"
Elon Gilad, do Haaretz, escreve que "algumas histórias bíblicas são simples advertências contra o casamento de mulheres estrangeiras, nada mais do que a história de Sansão", observando que o relacionamento de Sansão com Dalila leva à sua morte. Ele contrasta isso com o que ele vê como um retrato mais positivo de casamento no Livro de Rute. James D. G. Dunn e John William Rogerson dizem no Comentários de Eerdmans sobre a Bíblia que Dalila exemplifica um tema importante no Livro de Juízes - um medo de assimilação. Eles vêem as narrativas de Sansão, Gideão e Jefté como contos de advertência contra homens que escolhem parceiras que poderiam criar "descendentes impuros". Melissa A. Jackson, em Comédia e Interpretação Feminista da Bíblia Hebraica: Uma Colaboração Subversiva, diz que a Bíblia delineia entre estrangeiros "bons" como Tamar, Raabe e Rute, e estrangeiros "ruins" como Jezabel e Dalila. Por outro lado, Elizabeth Wurtzel vê o relacionamento de Sansão com Dalila como "a história arquetípica do amor transcultural entre membros de nações em guerra", semelhante a Romeu e Julieta.

## Influência cultural

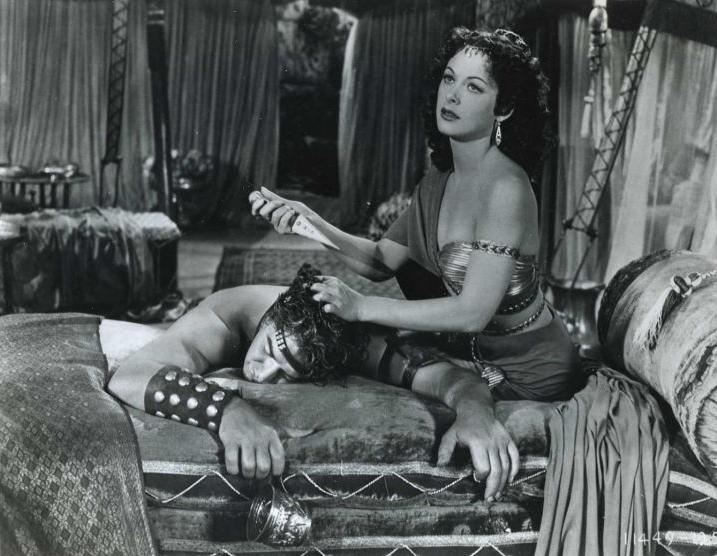
Victor Mature e Hedy Lamarr nos papéis principais de Sansão e Dalila (1949), por Cecil B. DeMille

Segundo a Enciclopédia Britânica, o nome de Dalila "tornou-se sinônimo de uma mulher voluptuosa e traiçoeira". O uso do nome "Dalila" para denotar engano ou traição pode ser encontrado em obras como O Homem Invisível (1897), de H.G. Wells, a música "Delilah" (1968), de Tom Jones, O Fantasma da Ópera, de Andrew Lloyd Webber (1986), e Beach Music de Pat Conroy (1995). Em As Mil e Uma Noites, seu nome é relacionado a mulheres astutas.
Dalila também aparece como personagem em várias obras de arte. O drama de John Milton, Sansão Agonista, uma alegoria para a queda dos puritanos e a restauração da monarquia inglesa, lança Dalila como uma enganadora impenitente, mas compreensivae fala com aprovação da subjugação das mulheres.
Em 1735, George Frideric Handel escreveu a ópera Sansão, com um libreto de Newburgh Hamilton, baseado em Sansão Agonista. A ópera é quase inteiramente ambientada na prisão de Sansão e Dalila aparece apenas brevemente no Ato II. Em 1877, Camille Saint-Saëns compôs a ópera Sansão e Dalila com um libreto de Ferdinand Lemaire, no qual toda a história de Sansão e Dalila é recontada. No libreto, Dalila é retratada como uma sedutora femme fatale, mas a música tocada durante suas partes invoca simpatia por ela.
O drama bíblico de 1949, Sansão e Dalila, dirigido por Cecil B. DeMille e estrelado por Victor Mature e Hedy Lamarr nos papéis principais, foi amplamente elogiado pelos críticos por sua cinematografia, performances principais, figurinos, cenários e efeitos especiais inovadores. Tornou-se o filme de maior bilheteria de 1950 e foi indicado cinco vezes ao Oscar, vencendo em duas oportunidades. De acordo com Bosley Crowther, do New York Times, o filme descreve Dalila como "uma criatura muito mais nobre do que a lenda nos levaria a supor". Em Sansão e Dalila, Dalila é a irmã da esposa de Sansão e se arrepende de ter cortado o cabelo dele. Quando Sansão se prepara para derrubar os pilares, Dalila não segue o conselho de Sansão para sair e ela morre ao lado dele quando o templo desmorona. Atrizes que interpretaram Dalila além de Lamarr incluem Belinda Bauer em Sansão e Dalila (1984), Elizabeth Hurley em Sansão e Dalila (1996), e a brasileira Mel Lisboa na minissérie Sansão e Dalila (2011).